# Jiří Stráský

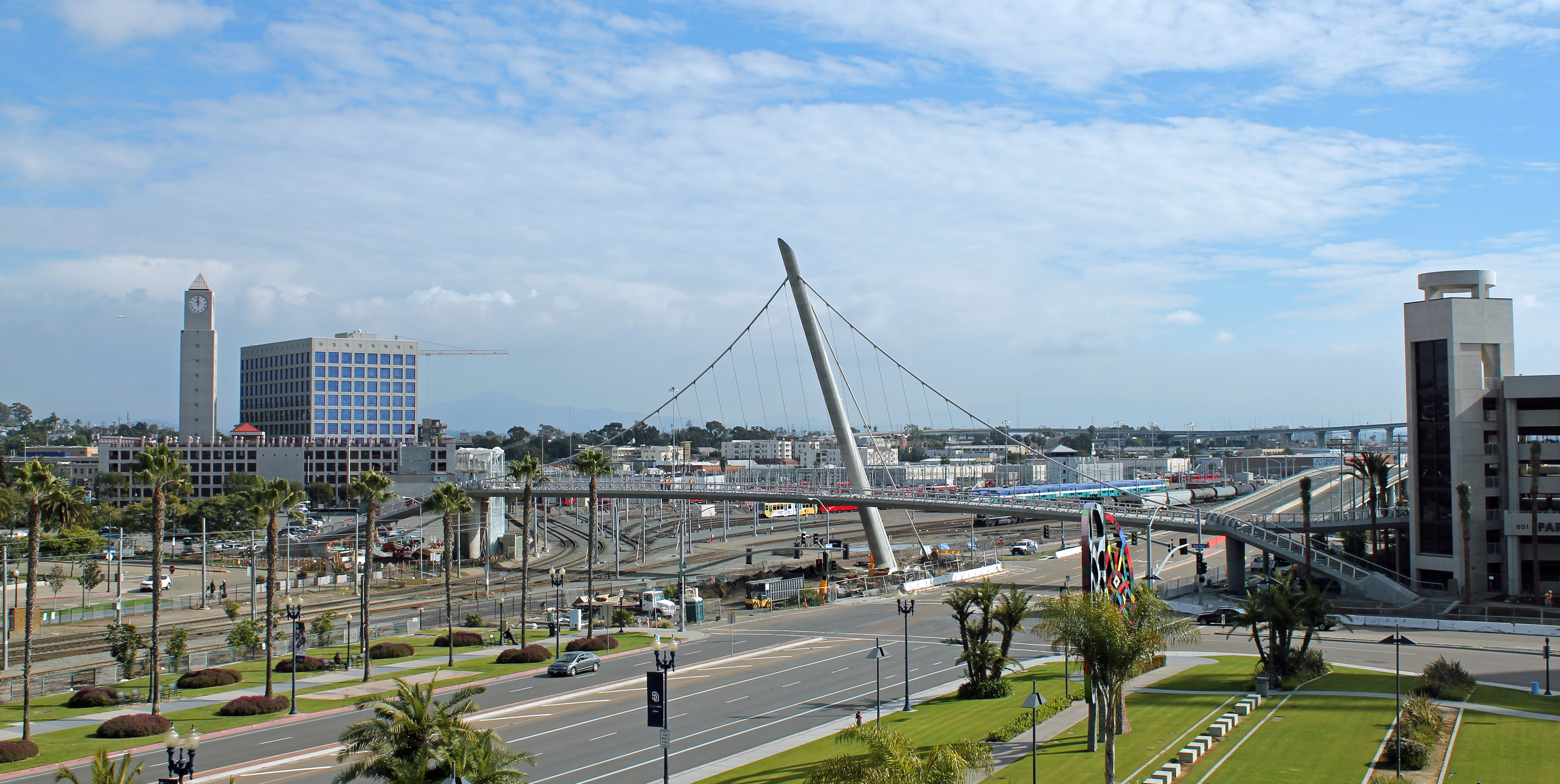
Harbor Drive Pedestrian Bridge, San Diego

Jiří Stráský  (* 8. März 1946 in Brünn)  ist ein tschechischer Bauingenieur, bekannt für Brückenbau.

## Leben
Strasky wurde 1969 an der Technischen Universität Brünn promoviert und war dann beim Ingenieurbüro Dopravní stavby  (Verkehrsbau) in Olmütz, wo er 1984 Chefingenieur und Vizepräsident wurde. 1991 bis 1994 war er Projektleiter bei T. Y. Lin in San Francisco. Ab 1994 war er Professor für Spannbeton an der TU Brünn und hatte ein eigenes Ingenieurbüro Stráský, Hustý a partneři s.r.o. in Brünn.
Er ist bekannt für Hängebrücken und Spannbandbrücken (Stress Ribbon Bridge) für Fußgänger, zum Beispiel die Fußgängerbrücke über die Schweizer Bucht (Vranovská přehrada) bei Onšov, für die er auch 1994 von der fip – Fédération Internationale de la Précontrainte ausgezeichnet wurde.  Die Firma Dopravní stavby entwickelte auch ein eigenes Spannbetonsystem und dort wurden auch Schrägseilbrücken entworfen wie die Brücke über die Elbe bei Poděbrady 1987 (1990 Award for Outstanding Structures der fip). Er erhielt 1997 einen Preis der tschechischen Gesellschaften für Stahl und Beton und des tschechischen Bauministeriums für die Bogenbrücke über die Autobahn Brünn-Wien.
Er baute viele Brücken in Nordamerika und arbeitet dort als beratender Ingenieur. Ausgezeichnet wurden dort die Whilamut Passage Bridge über den Willamette River in Eugene (Oregon) und die Delta Ponds Pedestrian Bridge in Eugene. Außerdem erhielt er den US-amerikanischen Steel Bridge Award für die Sanierung der St. Johns Bridge in Portland, Oregon, und er erhielt 2004 den Award of Excellence der Portland Cement Association für die McKenzie River Bridge in Portland, 2002 für die Rogue River Pedestrian Bridge in Grants Pass, Oregon, 2000 für die Golf Cart Bridges in Rancho Santa Fe in San Diego und 1990 für die Sacramento River Trail Pedestrian Bridge. Seine Fußgängerbrücke über den Fluss Svratka in Brünn erhielt 2010 den Award for Outstanding Structures der fib. In England erhielt er 2002 den Preis des Royal Institute of British Architects (RIBA) für die Kent Messenger Millennium Bridge in Maidstone.
Später baute er mit seinem Ingenieurbüro in Brünn mehrere Brücken in Tschechien, unter anderem 2007 die Geh- und Radwegbrücke über die D 35.
2013 erhielt er den Albert-Caquot-Preis, 2011 den Icaro Preis der Universität Coruna, 2010 die Freyssinet-Medaille, 1999 die Verdienstmedaille der Fédération internationale du béton (fib), 1990 den Fritz Schumacher Preis der Universität Hannover (auf Empfehlung von Fritz Leonhardt) und 2003 den CTU Award der Universität Dundee.

## Schriften
- Stress ribon and cable-supported pedestrian bridges. 1. Auflage. Thomas Telford, London 2005, ISBN 0-7277-3282-X (englisch, eingeschränkte Vorschau in der Google-Buchsuche).
- Search for the true structural solution. In: Manfred Curbach (Hrsg.): Tagungsband 26. Dresdner Brückenbausymposium, 14. und 15. März 2016, TU Dresden, Institut für Massivbau, ISSN 1613-1169, ISBN 978-3-86780-467-7, S. 47–64  (PDF, S. 7–24) (mit autobiographischen Angaben)